# Raúl Jiménez
Raúl Alonso Jiménez Rodríguez mais conhecido somente por Raúl Jiménez (Tepeji, 5 de maio de 1991) é um futebolista mexicano que atua como centroavante. Atualmente joga no Fulham.

## Carreira futebolística

### América
Raúl começou sua carreira profissionalmente na 12ª rodada da Liga MX Apertura de 2011–12. Quatro partida depois, marcou seu primeiro gol aos dois minutos do primeiro tempo em uma derrota por 3 a 2 diante o Puebla FC.
Ao longo de seus 102 jogos pelo time mexicano, o atleta marcou 38 gols. Dentre as partidas que mais fizera tentos no mesmo jogo, destaca-se as partidas diante o Puebla; onde marcou seu segundo hat-trick no clube Norte Americano em 2014.
A primeira vez que marcou três vezes na mesma partida também ocorreu em 2014, quando, nas quartas de final da Liguilla Clausura, ajudou na goleada de 5 a 3 diante o Santos Laguna. Apesar disso, a equipe reverteu o placar no jogo de volta e o jogador não pôde disputar sua segunda final consecutiva.
Raúl, em 2013, venceu seu único troféu no clube. Na ocasião, fizera dois gols na campanha finalista da equipe na Liguilla Clausura e acertou uma penalidade na disputa por pênaltis diante o Cruz Azul. Ao fim das cobranças, o atleta vencera o título nacional.
Um ano antes, o jogador já atuava profissionalmente há meses e foi convocado pela Seleção Mexicana Sub-23 para disputar as Olimpíadas de 2012. Em 2013, o seu destaque no América levou ele a ser convocado a Seleção Principal do seu país pela primeira vez.
Depois de anos de destaque no ataque mexicano, e a convocação para Copa do Mundo de 2014, deixou a equipe para rumar à Espanha.

### Atlético de Madrid
Chegando no Club Atlético de Madrid em agosto de 2014, o atacante estreou com a equipe de Diego Simeone no dia 19 do mesmo mês, e viu o seu time empatar com o Real Madrid no jogo de ida da Supercopa da Espanha de 2014. Na partida de volta, Mario Mandžukić fizera o único tento do jogo aos dois minutos e garantiu o primeiro título europeu da carreira do mexicano.

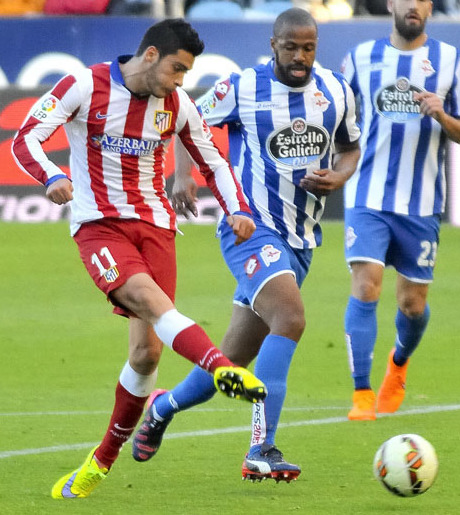
Raúl no Atlético

O ataque espanhol possuía, além de Mario, a grande joia francesa Antoine Griezmann e o Campeão Mundial Fernando Torres. Desse modo, o mexicano passou a ter menos oportunidades e, mesmo tendo disputado todas as competições do time na época, só conseguiu marcar uma vez. Em tal jogo, balançou as redes do Sevilla em um tento de cabeça após uma cobrança de falta de Koke aos 90 minutos. O Atleti vencera o embate por 4 a 0.
Futuramente, em uma live em seu Instagram, o atacante norte americano revelou uma mágoa com o treinador argentino por não ter dados oportunidades o suficiente para ele exercer o seu trabalho dentro do campo:
| “                                               | Eu queria ter sido mais importante no Atlético de Madrid. Mas agora preciso seguir em frente. Sinto que não me deram oportunidade. | ” |
| — Raúl sobre seus tempos no Atlético de Madrid. | |   |

28 vezes em campo, Raúl só conseguiu marcar uma vez com a camisa do clube espanhol e optou por sair da equipe ao fim da sua única época na Espanha. Seu destino, contudo, foi para um país vizinho.

### Benfica
Depois de várias dúvidas e incertezas quanto à vinda do jogador para o Benfica, no dia 13 agosto de 2015 o avançado mexicano foi oficializado nos Encarnados por cinco épocas, as águias adquiriram 50% do passe do jogador, proveniente do Atlético de Madrid por 9 Milhões de Euros. Um ano depois, a equipe portuguesa comprou os outros 50% do passe do mexicano por 12 milhões de euros.
O mexicano estreou na segunda rodada da Primeira Liga de 2015–16, mas só viera estufar as redes pela primeira vez na jornada seguinte. Contra o Moreirense, após abrirem o placar, Raúl acertou o gol com uma cabeçada proveniente dos cruzamento de Nico Gaitán. A equipe, após o empate, conseguiu virar a partida e venceram o jogo por 3 a 2.
Em Portugal, o atleta tivera uma forte disputa na parte final do campo. Jonas e Konstantinos Mitroglou faziam os papéis de avançados na equipe; e isso fez com que o mexicano só disputasse 90 minutos com os Encarnados por duas vezes em toda sua primeira época de Liga. Mesmo com tais adversidades, venceu os goleiros adversários cinco vezes e comemorou o troféu nacional no fim da temporada.

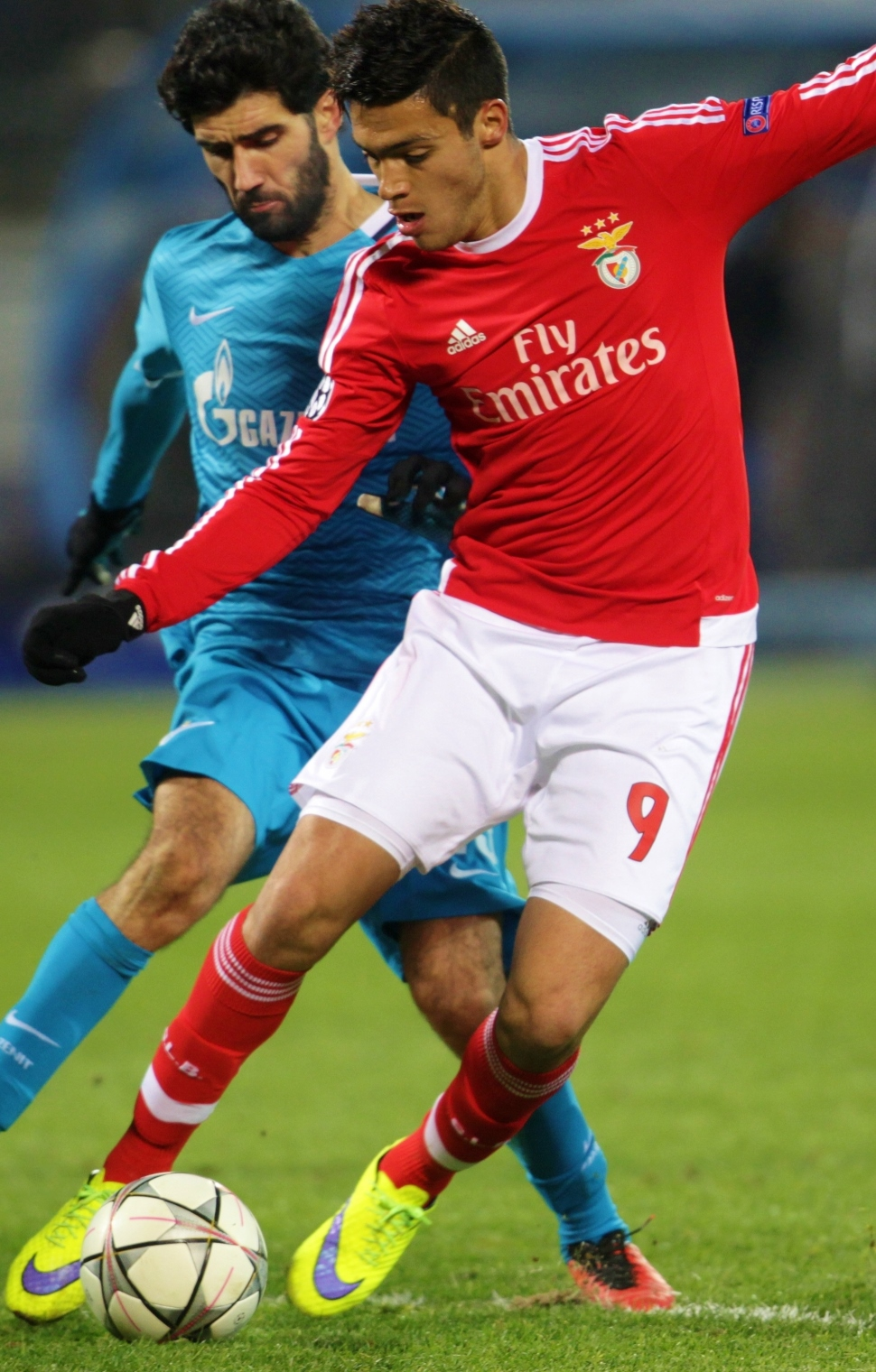
Raúl Jiménez no Benfica em 2016.

No seu segundo ano disputando a Primeira Liga, o atleta começara a ter mais minutagem na equipe, ainda que os atacantes anteriormente mencionados ainda estivessem na equipe. Contudo, uma lesão no joelho no início da época, depois dele ter feito dois gols nos primeiros dois jogos que entrou em campo, impediu que uma sequência fosse feita.
Retornando, passou a alternar entre jogos de titular e de reserva, mas conseguiu bons jogos tendo, inclusive, marcando garantido o segundo gol dos Encarnados na vitória por 2 a 1 diante o Sporting em dezembro de 2016. Apesar da boa performance, voltou a ser ausência na equipe ao longo da época por conta de duas lesões e terminou a temporada de Liga com sete gols em 19 partidas. O time de Rui Vitória, mesmo sem o atacante em boa fase, conquistou novamente o título nacional.
A saída de Mitroglou do time português poderia abrir um espaço significativo para que Raúl se firmasse na equipe titular, mas a equipe lusitana optou por contratar Haris Seferović para compor a dupla de ataque com o ídolo brasileiro Jonas. Além dele, a diretoria também chamou o destaque do futebol brasileiro Gabigol para fazer parte do seu elenco após uma campanha frustrante na Itália.
Jiménez conseguiu superar a disputa com o atacante brasileiro, pois ele só fizera cinco partidas, mas não pôde estar entre os titulares com frequência por conta do exímio atacante suíço contratado em junho de 2017. Desse modo, apesar de ter conseguido disputar 33 partidas na Primeira Liga de 2017–18, não superou o número de gols da época passada ao marcar apenas seis gols. O time também não conseguiu superar os 88 pontos do Porto e ficaram em segundo lugar no Campeonato.
Raúl foi utilizado nos dois jogos de Supertaça Cândido de Oliveira que teve a oportunidade de disputar. Em 2016, participou do gol de Pizzi e deu a ele um passe que culminou no terceiro, e último, gol do Benfica no jogo. No ano seguinte, enfrentou o Vitória Sport Clube, e estufou as redes do clube de Raphinha fechando o placar por 3 a 1.
Jiménez disputou a Taça de Portugal todas as vezes que esteve sob contrato com os Encarnados. Contudo, foi na sua segunda participação que o mexicano tivera mais destaque. Em quatro jogos disputados, o atacante fizera três gols, incluindo o tento que abriu o placar de 2 a 1 na decisão contra o Vitória. O destaque individual e coletivo garantiu o título ao clube ao apito final.

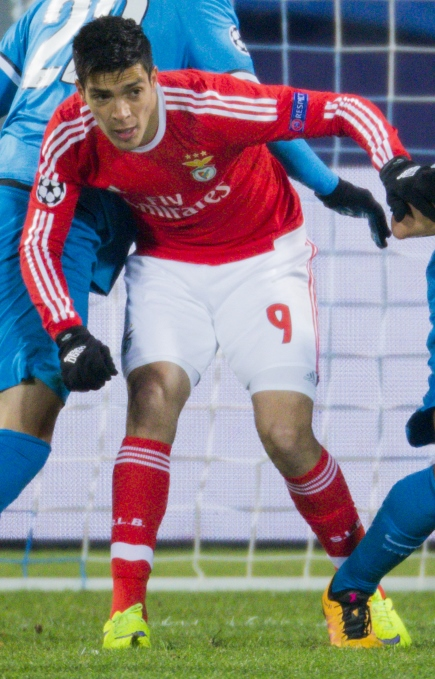
Raúl em jogo de Liga dos Campeões.

Ele também fizera jogos em todas as temporadas na Taça da Liga. Mas foi só em sua estreia que ele conseguiu rumar até a final. Na Taça da Liga de 2015–16, fizera cinco jogos e estufou as redes quatro vezes – tornando-se um dos artilheiros. Mesmo jogando somente quatro minutos na última partida, conseguiu vencer o goleiro novamente e deixou sua marca na goleada por 6 a 2 diante o Club Sport Marítimo.
Raúl pôde disputar a Liga dos Campeões da UEFA três vezes em suas três épocas na equipe. Apesar disso, nunca fizera nenhuma campanha que ultrapassasse as quartas de final. Em 2015–16, destacou-se na fase de Grupos marcando dois gols contra o Astana. Seu último tento correu nas quartas, onde venceu Manuel Neuer em um empate por 2 a 2 contra o FC Bayern München. Os alemães passaram de fase por vencerem o jogo de ida por 1 a 0.
Seu último gol na competição ocorreu na Liga dos Campeões da UEFA de 2016–17. Na partida válida pela fase de Grupos, fez o último gol da partida diante a Napoli. A equipe avançou às oitavas, mas lá foram eliminadas pelo Borussia Dortmund em uma partida marcada pelo hat-trick de Pierre-Emerick Aubameyang. Jiménez voltou a campo na edição seguinte, mas os portugueses tiveram uma tenebrosa participação e perderam 100% dos jogos da Fase de grupos e só marcaram uma vez em seis jogos.
Após 120 partidas, onde estufou as redes 31 vezes, optou por deixar Portugal para ter mais chances em um time de outro país.

### Wolves

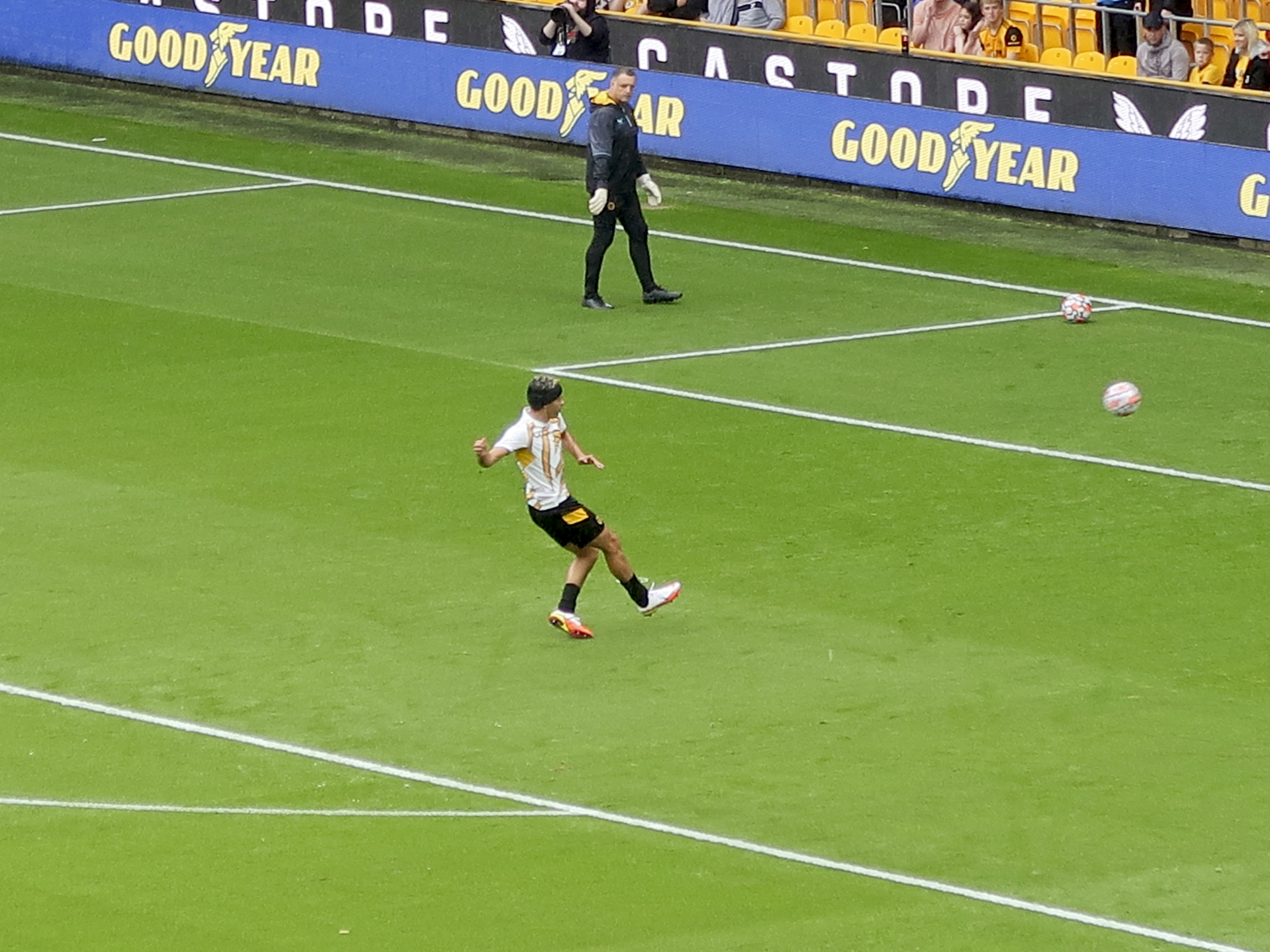
Raúl aquecendo para um jogo do Wolves.

Para disputa da temporada 2018–19, o Wolverhampton Wanderers contratou o mexicano por empréstimo de uma época. O clube inglês tinha um histórico de contratação que possuía muitos portugueses, e ex-atletas da Primeira Liga, em seu elenco. Logo, a ida do norte americano ao time também era compatível com a filosofia de contratação da equipe comandada por Nuno Espírito Santo.
Em sua primeira temporada disputando a Premier League, o mexicano tivera sua melhor temporada em números individuais. Ele fizera seu primeiro gol na estreia da Liga diante o Everton, e repetiu seu tento contra duas equipes do Big Six inglês ao vencer os respectivos goleiros do Tottenham e do Chelsea duas vezes cada.
Além disso, também marcou contra outras equipes e terminou a temporada de Campeonato Inglês com 13 bolas na rede em 38 partidas. O artilheiro do clube na competição foi rapidamente comprado pelos ingleses pelo valor de 38 milhões de euros.
Definitivamente comprado pelo Wolves, o jogador voltou aos gramados na Premier League de 2019–20 e aumentara o seu número individual de tentos. Contra equipes do Big Six, ele tivera a oportunidade de vencer a defesa do Arsenal, Liverpool, Manchester City e Tottenham. Além desses, novamente marcou tentos diante o Everton nas duas oportunidades que os times se enfrentaram. Com isso, terminou a sua segunda temporada no Campeonato com 17 bolas na rede. Isso significa que este tivera apenas seis tentos a menos que o artilheiro Jamie Vardy.
Após essa singular temporada, Raúl virou uma das sensações do futebol mundial. O jogador entrou no alvo de equipes europeias e a Juventus ficou muito interessada em ter o norte americano no seu elenco. As duas equipes passaram a negociar diretamente uma negociação até o momento que os ingleses pediram 80 milhões de euros pela contratação dele. O preço, no entanto, foi considerado elevado para os cofres italianos e a Velha Senhora desistiu de contratá-lo para temporada 2020–21.
Continuando sob as cores do Wolves, o atacante tivera um grande começo de época. Nas duas primeiras rodadas marcou dois gols, sendo o primeiro diante o Sheffield United e o seguinte contra o Manchester City de Pep Guardiola. Depois de dois jogos em branco, voltou a balançar as redes em mais duas partidas consecutivas: contra o Leeds United e contra o Newcastle.
Quatro jogos depois, o jogador chamou a atenção por uma preocupante lesão que sofreu em seu crânio. Em um jogo diante o Arsenal na Premier League de 2020–21, o zagueiro foi disputar uma bola com o zagueiro David Luiz e com ele tivera um forte choque em sua cabeça. O brasileiro, em disputa pelo alto, cabeceou a nuca do mexicano e os dois caíram no gramado imediatamente. O atacante dos Wolves foi atendido e substituído sendo levado diretamente ao hospital inconsciente.
Ele fizera os exames e conseguiu se recuperar de maneira milagrosa. Por conta do choque, ficou os próximos oito meses sem entrar em campo tratando de sua lesão. Ao retornar aos gramados em 18 de agosto de 2021, ele comemorou a situação e disse falou sobre o ocorrido:
| “ | Desde o primeiro momento, os cirurgiões e médicos me contaram o que aconteceu e os riscos. Às vezes não é o que você quer ouvir, mas é o trabalho deles. Eles me disseram foi um milagre eu ter sobrevivido. O osso havia quebrado e havia um pequeno sangramento dentro do meu cérebro. É por isso que a cirurgia teve que ser rápida e foi um trabalho muito bom dos médicos. | ” |

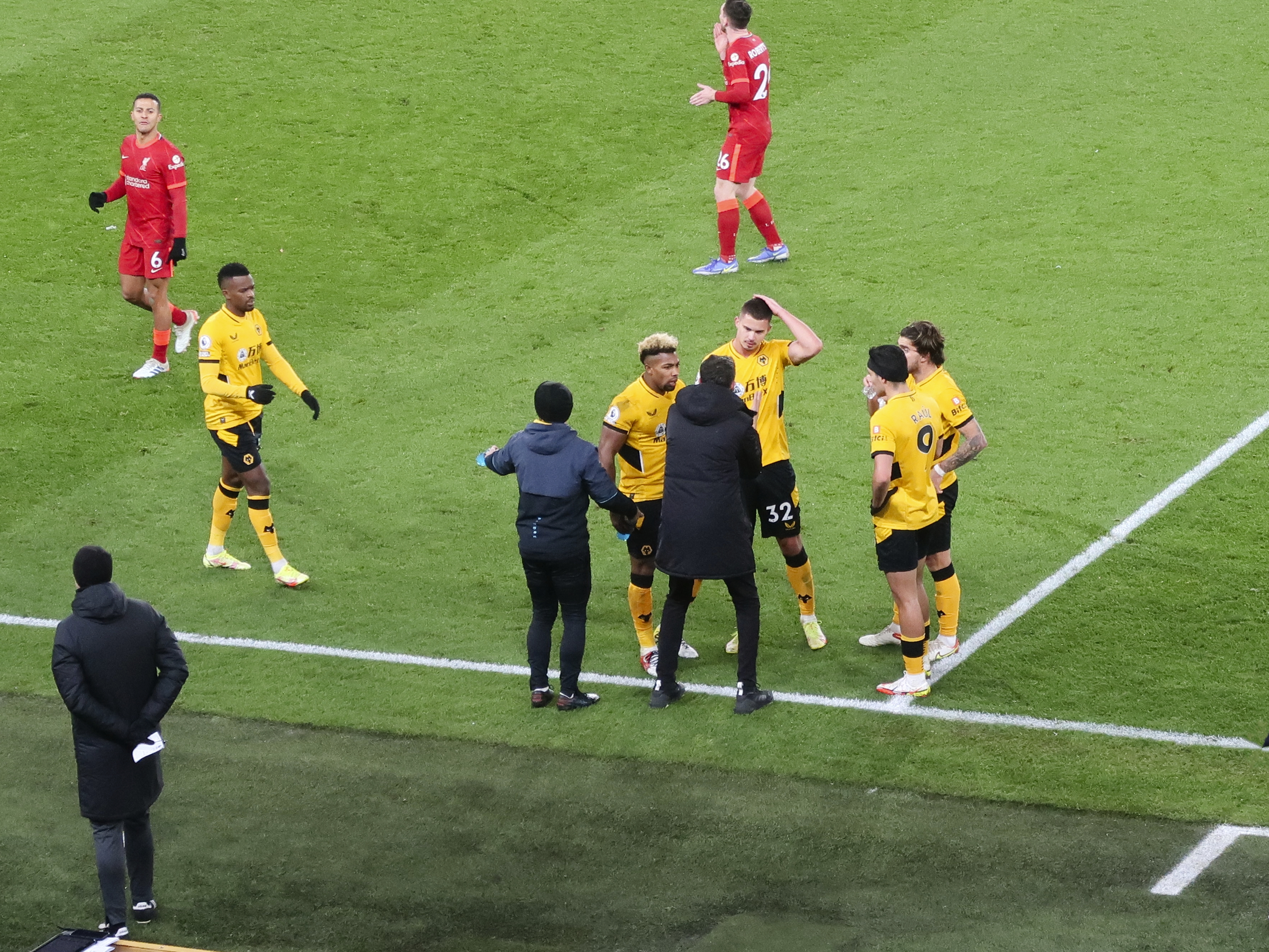
Raúl com a faixa em sua nuca após recuperar-se da lesão no crânio.

Após retornar, na primeira rodada da Premier League de 2021–22, o jogador tivera de esperar seis rodadas para, enfim, voltar a balançar as redes pelo seu clube. Na ocasião, estufou as redes do Southampton. Em uma época mais econômica em gols, fizera seis vezes em 34 partidas, tendo se ausentado dos gramados em duas oportunidades por conta de cartões vermelhos.
Na temporada 2022–23, tivera de perder os dois jogos iniciais por conta de uma lesão no joelho. Quando esteve em campo, jogara três partidas  e deixou de participar dos demais embates dos Wolves por conta de uma Pubalgia.

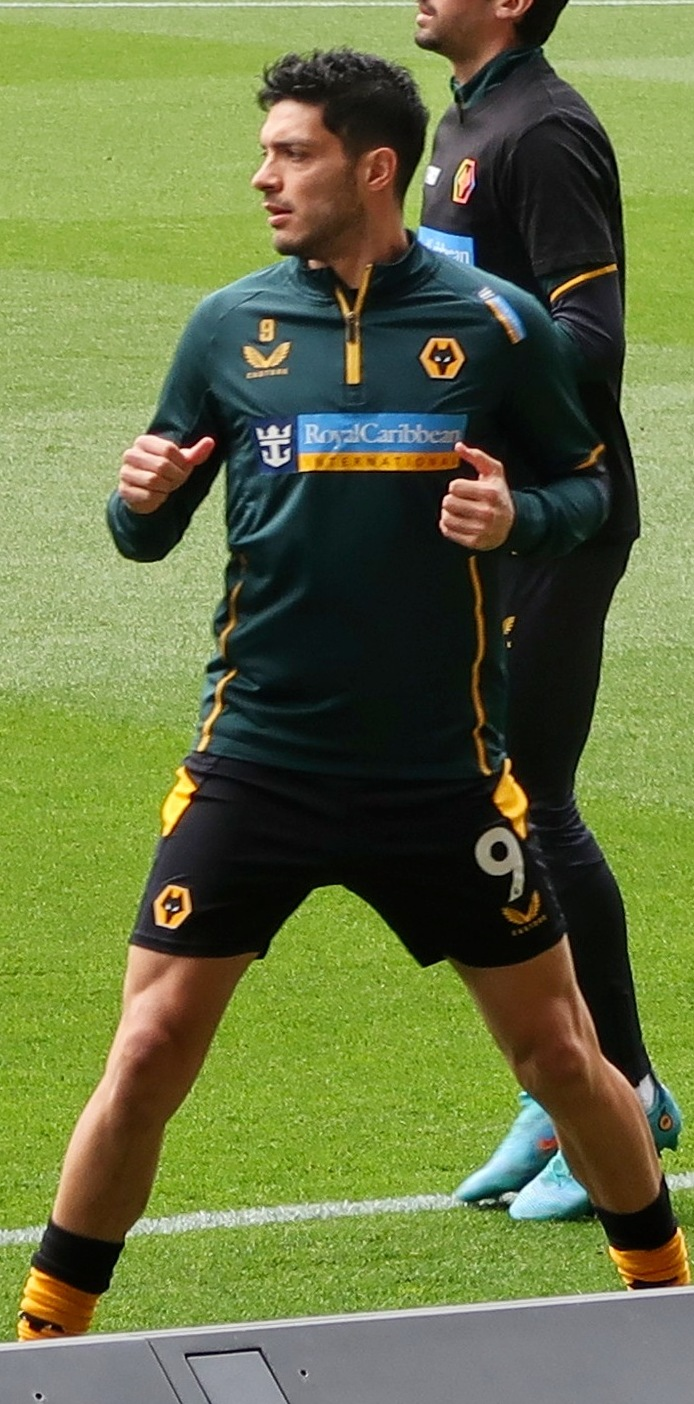
Raúl em 2022.

Ele retornou no último jogo de dezembro de 2022, e passou a alternar entre o banco de reservas e o time titular. Em determinado momento, na reta final da Premier League, o treinador Julen Lopetegui decidiu deixá-lo de fora de diversos jogos em sequência por julgar que o nível do atacante, que até então nao havia feito nenhum gol no clube, estava aquém do desejado. Após ser afastado, voltou para jogar as rodadas 36 e 38, mas não marcou nenhum gol em tais jogos.
O time nunca esteve perto de conquistas na Liga Inglesa, mas Raúl pôde contribuir uma vez para a classificação dos Wolves à semifinal da FA Cup de 2018–19. O atacante foi muito prolífico marcando quatro gols em seis jogos, incluindo tentos contra o Liverpool e o Manchester United, mas amargou uma eliminação na semifinal para o Watford; onde também chegou a balançar as redes.
Ele não tivera mais nenhuma campanha longeva nas copas nacionais, mas obteve muito destaque nos Play-offs da Liga Europa da UEFA de 2019–20. Em seis partidas, marcou seis gols, sendo dois dobletes consecutivos nos jogos de volta contra o Crusaders FC e na partida de ida contra o FC Pyunik. Depois disso, para sacramentar a classificação dos ingleses à Fase de Grupos, marcou dois gols, um em cada jogo, contra o Torino.

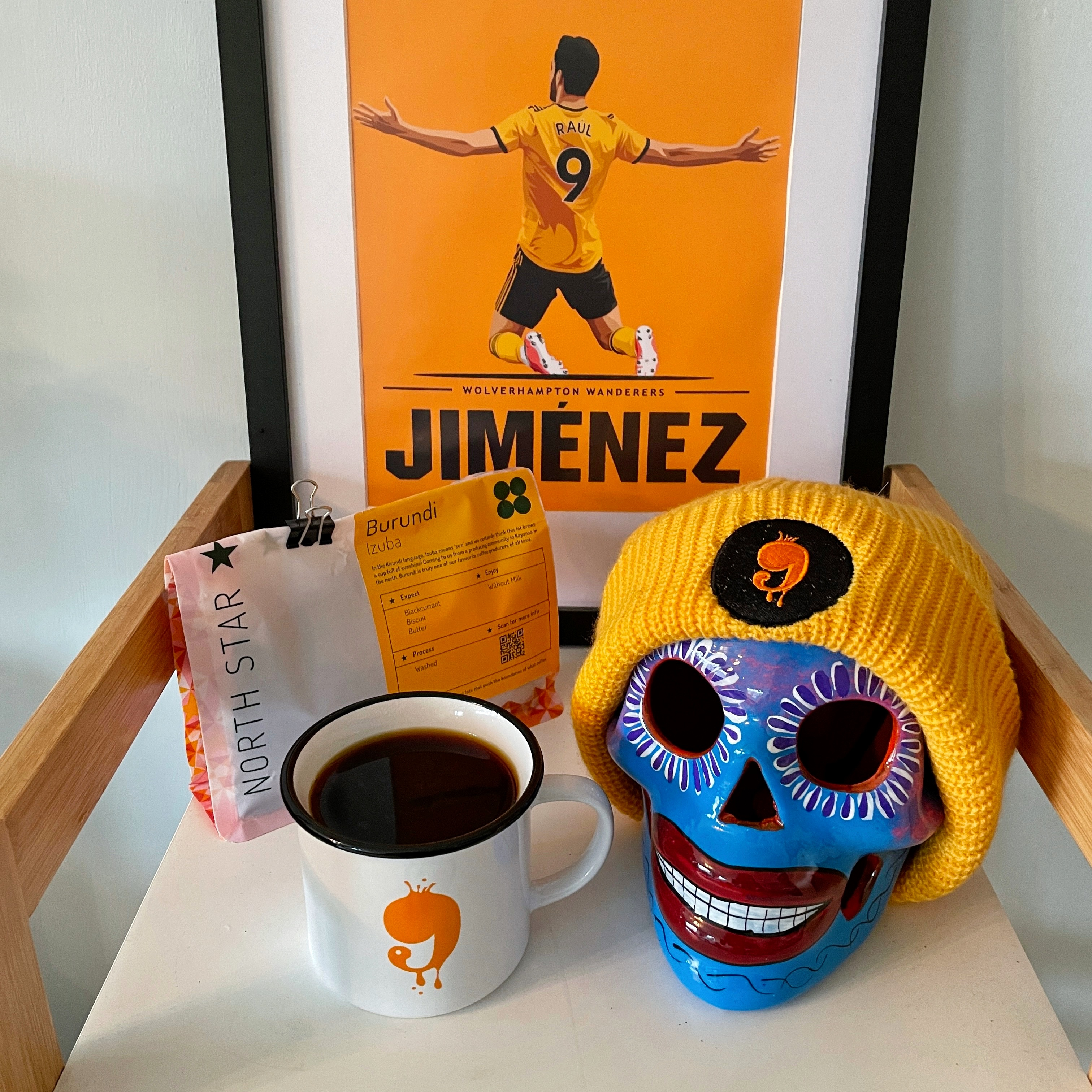
Jiménez concluiu sua passagem pelo Wolves como um dos mais jogadores mais aclamados pela torcida em seu período.

Pela Fase de Grupos, fizera três gols em sequência. Na terceira rodada, estufou as redes do Slovan Bratislava, repetindo o feito na partida seguinte. Posteriormente, contra o Braga, voltou a vencer o goleiro adversário e comemorou sua ótima sequência. Contudo, somado aos gols, também levou três cartões amarelos em tais jogos e foi suspenso na partida final do Grupo K.
Seguindo, o time conseguiu se classificar até as quartas de final, com Raúl marcando o gol da classificação nas oitavas de final diante o Olympiacos FC. Na Fase seguinte, encontraram o Sevilla e foram eliminados pelos espanhóis após perderem, em jogo único, por 1 a 0. Na ocasião, as competições da UEFA passaram a ter um formato único por conta da Pandemia de COVID-19 na Europa.
Depois de 166 partidas no Wolverhampton, o jogador deixou o time com 57 tentos marcados. Por conta de suas grandes partidas, o clube preparou uma despedida para o seu principal atacante e ele emocionou-se sob os aplausos da torcida que o ovacionava na sua última partida na Premier League de 2022–23.

### Fulham
Em 25 de julho de 2023, o atacante mexicano assinou pelo Fulham Football Club até o fim da época 2024–25. Em seu contrato havia uma opção de extensão até o fim da época posterior.

## Seleção Mexicana

#### Seleção de Base
Raúl esteve presente na Seleção Mexicana que foi campeã do Torneio Internacional de Toulon de 2012 pela primeira vez em sua história.

#### Seleção Olímpica
Raúl, após passagem pela Seleção Mexicana sub-23, foi convocado por Luis Fernando Tena para disputa das Olimpíadas de 2012. Na campanha, o centroavante participou apenas de um gol ao dar uma assistência para o último gol dos mexicanos na vitória por 4–2 diante Senegal na prorrogação das quartas de final.
Mesmo tendo participação discreta, esteve em campo na final das Olimpíadas contra o Brasil e viu seu time superar os adversários por 2–1 e garantir a Medalha de Ouro na competição.

### Seleção Principal

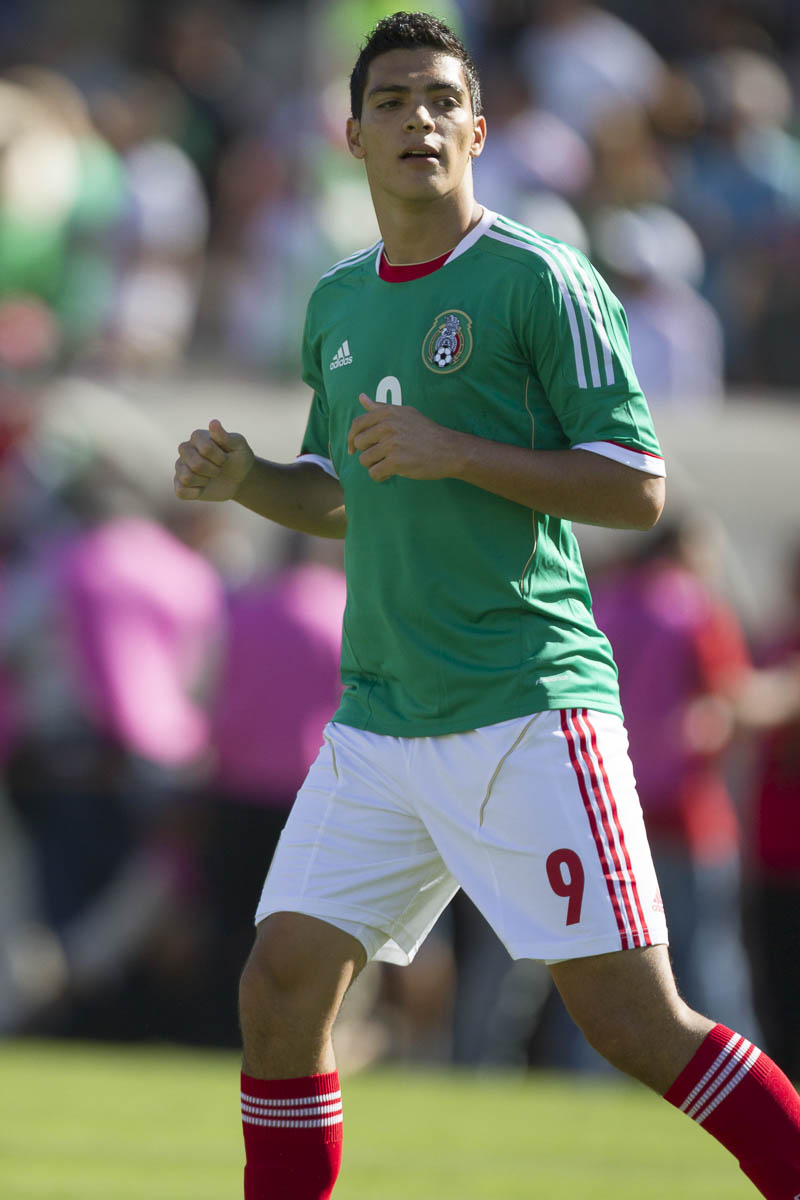
Raúl em 2013.

Estreou pela Seleção Mexicana principal em 31 de janeiro de 2013 ante a Dinamarca.
Nesse mesmo ano, Raúl passou a ser convocado para os demais jogos da Seleção e esteve em campo nas partidas da Copa Ouro da CONCACAF de 2013 – onde marcou dois golsna campanha que os levou à semifinal – e na Copa das Confederações.

### Copa do Mundo de 2014

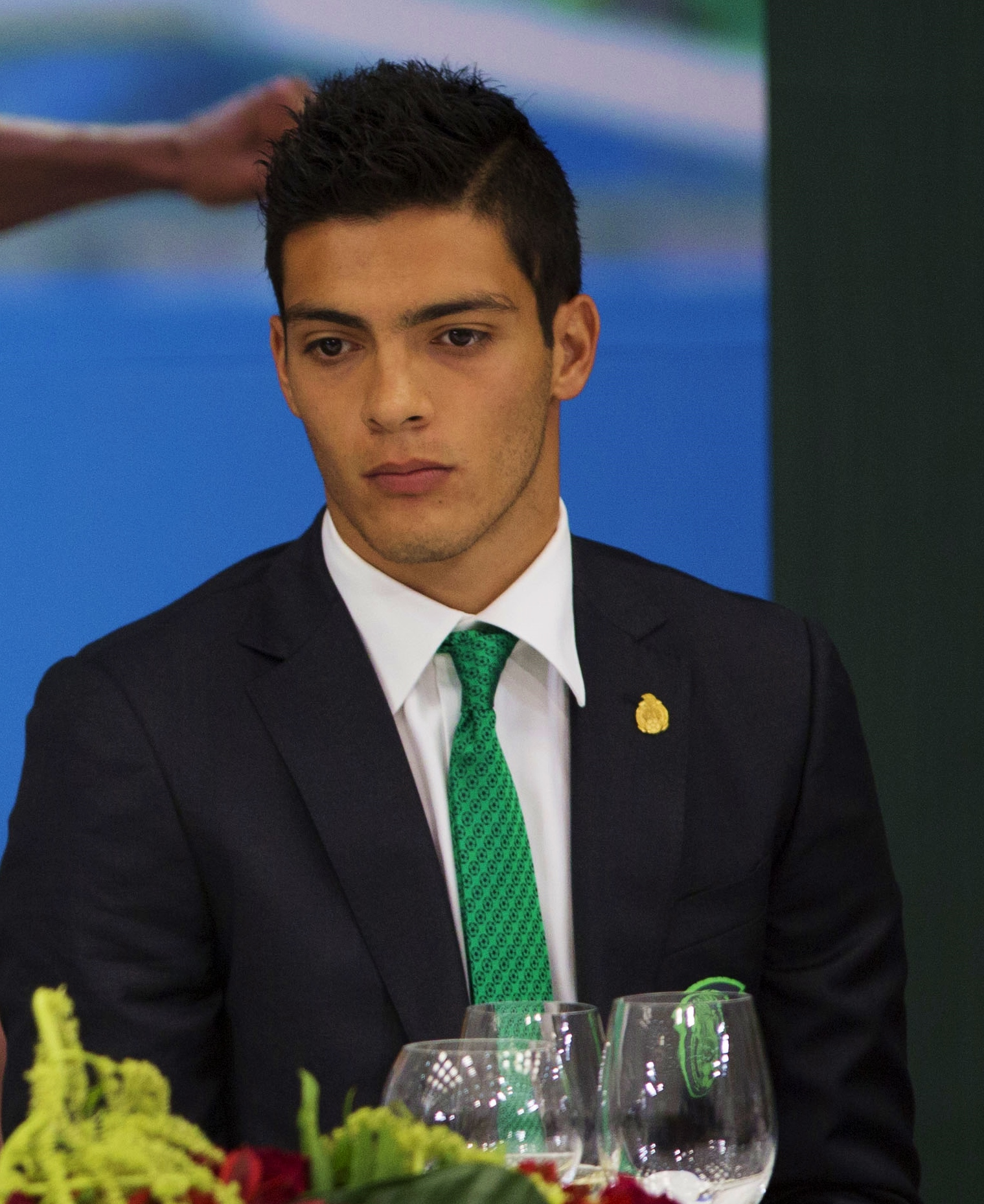
Raúl em 2014.

No ano seguinte, pôde estar em campo na Copa do Mundo FIFA de 2014, mas participou apenas do empate e 0–0 contra o Brasil no segundo jogo da Fase de Grupos. Após isso, viu, do banco, os colegas serem eliminados nas Oitavas de final diante os Países Baixos.
Após essa campanha, Jiménez esteve presente em amistosos e na Copa América de 2015, onde chegou a marca de dois gols em três jogos. Contudo, os maus resultados e a baixa performance coletiva dos mexicanos fizeram com que os norte-americanos buscassem novas peças para os próximos jogos. Desse modo, Miguel Herrera, treinador do México, deixou de chamar o centroavante para disputar a Copa Ouro da CONCACAF de 2015 e viu o elenco conquistar o título da competição.

### Copa CONCACAF de 2015
Em outubro de 2015 Jiménez foi convocado novamente, dessa vez pelo novo treinador interino Ricardo Ferretti, e esteve em campo na vitória da Copa CONCACAF de 2015 diante os Estados Unidos por 3–2. No jogo único, o jogador deu uma assistência para Paul Aguilar fazer o último gol aos 118 minutos da prorrogação.

### Copa América de 2016
Raúl foi convocado à Copa América Centenário por Juan Carlos Osorio, e lá estreou dando duas assistências – em apenas sete minutos em campo – na vitória por 3–1 diante o Uruguai. Futuramente, viu o Chile eliminá-los pela goleada de 7–0 nas quartas de final.

### Copa das Confederações de 2017

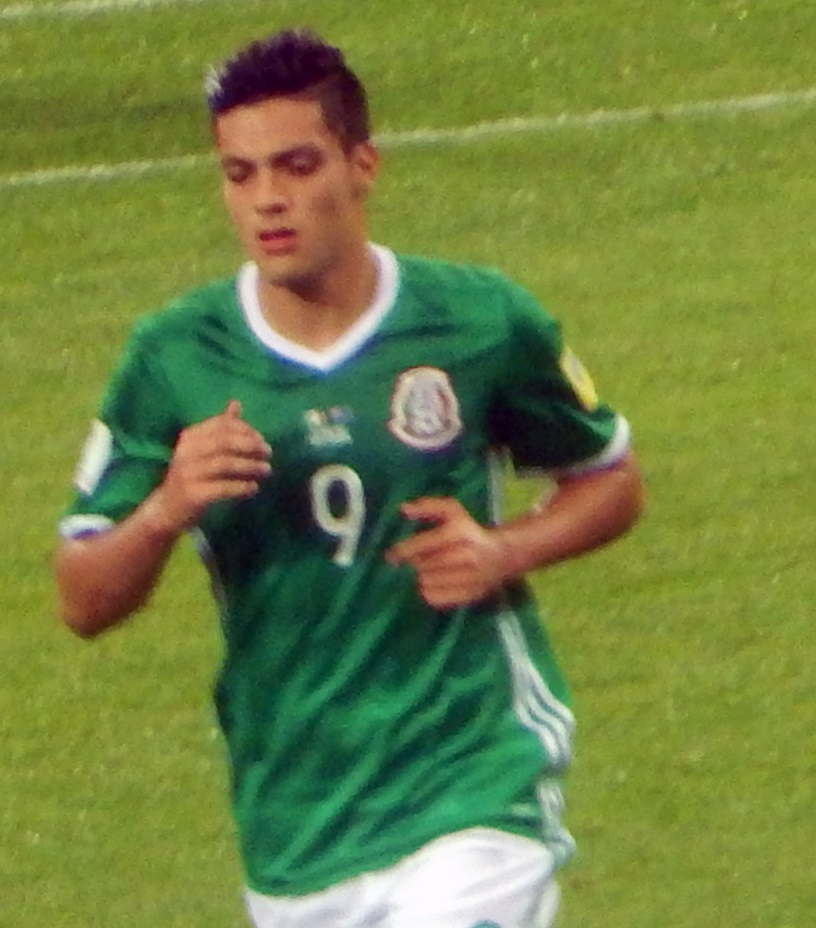
Jiménez pela Seleção em 2017.

Esteve entre os convocados de Juan Carlos Osorio para disputa da Copa das Confederações FIFA de 2017. Lá, e seu segundo jogo, marcou um gol diante a Nova Zelândia em uma vitória por 2–1. A equipe rumou à disputa de Terceiro Lugar, onde Raúl foi expulso na prorrogação, e viu Portugal vencê-los por 2–1.
Após mais desempenhos negativos, a Seleção buscou outros atletas e Osorio deixou de convocá-lo para disputa da Copa Ouro da CONCACAF de 2017. Mas diferentemente da edição anterior, os mexicanos não conseguiram uma vitória nas semifinais e foram eliminados pela Jamaica.

### Copa do Mundo de 2018
Após participação em partidas que antecedera a convocação, Osorio optou por chamar Raúl para integrar o elenco da Copa do Mundo FIFA de 2018. Lá, todavia, o centroavante marcou presença em apenas duas partidas: a primeira e a última dos mexicanos. Em tais jogos não participou de nenhum tento e foi eliminado nas Oitavas de final.
Após campanha sem brilho, Ferretti volta a assumir a Seleção Mexicana e Raúl permanece entre os convocados aos próximos amistosos; tendo sido capitão em 2019 na partida diante a Venezuela em uma vitória por 3–1.

### Copa Ouro da CONCACAF de 2019
Sendo regularmente utilizado e marcado gols em amistosos no decorrer de 2019, Gerardo Martino convoca Raúl para aquela que seria sua melhor fase na Seleção. Na estreia da Copa Ouro da CONCACAF de 2019, o centroavante marcou um doblete na goleada de 7–0 diante Cuba e um gol contra Martinica, Costa Rica e Haiti.
Na final, contra os Estados Unidos, Raúl deu uma assistência para Jonathan dos Santos fazer o único gol do jogo e garantir o título aos Mexicanos e fazer com que o centroavante tivesse, ao menos, uma participação direta por jogo naquela edição de Gold Cup. Assim, o mexicano foi premiado como o Bola de Ouro dessa edição.
Martino continuou comandando a Seleção e viu Raúl ter uma boa sequência de jogos e de gols, chegando a marca de quatro participação direta em dois jogos da Liga das Nações da CONCACAF de 2019–20. Apesar desse bom momento, o centroavante foi acometido por uma lesão séria em sua nuca e 2020 e deixou de participar de jogos de futebol até 2021. Ausente, o clube perdeu a final da Liga das Nações diante os Estados Unidos.
Ainda no ano de 2021, os mexicanos foram novamente derrotados pela equipe dos Estados Unidos na final da Copa Ouro da CONCACAF.

### Copa do Mundo de 2022
Agora sob o comando de Osorio, Raúl foi convocado para Copa do Mundo FIFA de 2022. A trajetória dos mexicanos lá foi novamente curta, pois, apesar de ter participado de todos os jogos, eles foram eliminados ainda na Fase de Grupos com apenas quatro pontos.
Em um novo ciclo, dessa vez liderado por Diego Cocca, o jogador passou a receber menos oportunidades nas demais partidas. Com Cocca, o jogador perdeu a disputa da Liga das Nações da CONCACAF de 2022–23 – que culminou na terceira colocação –, o título da Copa Ouro da CONCACAF de 2023 – agora sob o comando de Jaime Lozano – e a Copa América de 2024.

### Liga das Nações da CONCACAF de 2024–25
Após uma Copa América ruim, que os eliminara em apenas três jogos, Javier Aguirre foi chamado para assumir a equipe mexicana.
Aguirre convocou Raúl para disputa da Liga das Nações da CONCACAF de 2024–25 e viu o centroavante fazer cinco gols nos últimos quatro jogos – sendo dois dobletes contra o Canadá e o Panamá nas duas últimas partidas. Assim, com o placar de 2–1 na decisão, os mexicanos comemoraram o primeiro troféu de campeão de tal competição.

## Títulos
América
- Campeonato Mexicano: Clausura 2013

Atlético de Madrid
- Supercopa de Espanha: 2014

Benfica
- Campeonato Português: 2015–16, 2016–17
- Taça da Liga: 2015-16
- Supertaça Cândido de Oliveira: 2016, 2017
- Taça de Portugal: 2016-17

México
- Copa CONCACAF: 2015
- Copa Ouro da CONCACAF: 2019, 2025
- Liga das Nações da CONCACAF: 2024–25[118]

México sub-23
- Futebol nos Jogos Olímpicos: 2012
- Torneio Internacional de Toulon: 2012

### Prêmios Individuais
- Gol do Ano da CONCACAF: 2013
- 11 Ideal da: Copa Ouro da CONCACAF: 2019,[119] 2025[120]
- Melhor Jogador da Copa Ouro da CONCACAF: 2019, 2025
- Jogador do Mês da PFA: novembro de 2019[121]
- Melhor Jogador do Wolverhampton Wanderers: 2019–20[122]

### Artilharia
- Taça da Liga de 2015–16 (4 gols)
- Copa Ouro da CONCACAF de 2025 Liga A (5 gols)